# Georg Lange (Jurist)
Georg Lange (* 15. August 1883 in Schlawa, Landkreis Freystadt i. Niederschles., Provinz Schlesien; † 13. Mai 1964 in Berlin) war ein deutscher Kommunalpolitiker.

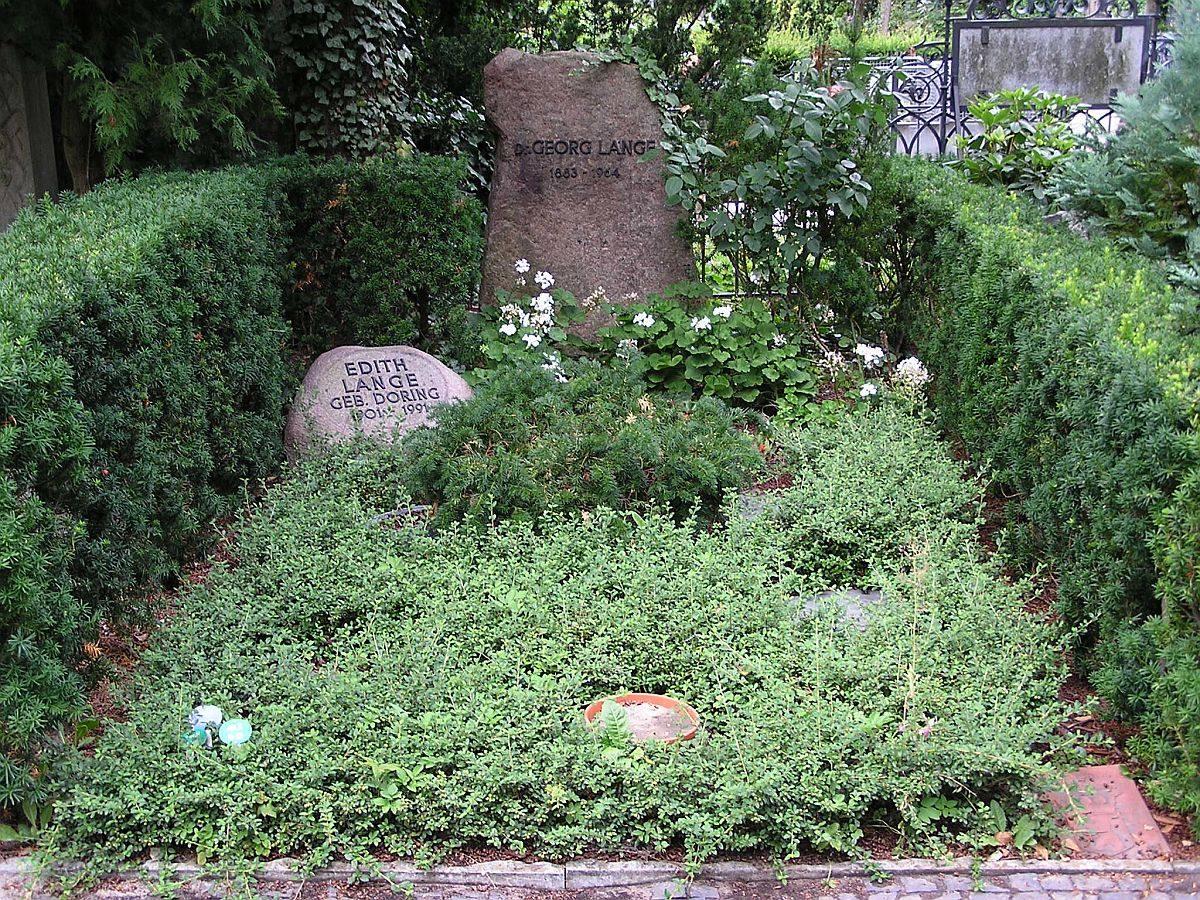
Ehrengrab von Georg Lange und Ehefrau Edith auf dem Friedhof Schmargendorf

## Leben
Georg Heinrich Lange war der Sohn des Gasthausbesitzers, Likörfabrikanten und Landwirts Heinrich Carl Erdmann Lange (1843–1890) und seiner Frau Maria Pauline (1850–1928) aus Schlawa. Er war in erster Ehe mit Gertrud Enger (1873–1932) verheiratet und hatte zwei Söhne: Georg-Heinrich Lange (1914–1976) und Hans Heinrich Lange (1920–2015). Sein älterer Bruder war der Leipziger Verleger Ernst Heinrich Lange (1876–1952) ein Cousin war der Mediziner Georg Hauffe (1972–1936).

## Kämmerer von Berlin
Nach dem Abitur studierte Georg Lange von 1902 bis 1906 Rechtswissenschaften in München und Breslau und schloss dieses als Dr. jur. ab. Danach trat er als Magistratsassessor in Wilmersdorf (1912) und Schöneberg (1914) in den Dienst des Berliner Magistrats. Nach dem Ersten Weltkrieg, an dem er teilnahm, wurde er 1919 zum Stadtrat in Schöneberg gewählt. Von 1920 bis 1926 war er Generalsteuerdirektor und danach unter Oberbürgermeister Gustav Böß Stadtkämmerer in Berlin. Ebenso wie Böß wurde er seitens der Deutschen Demokratischen Partei in diese Funktion gewählt. Nach dem Rücktritt von Böß wurde Georg Lange 1930 in den Ruhestand versetzt; auf ihn folgte Bruno Asch, zuvor Kämmerer von Frankfurt am Main.
Nach dem Ausscheiden aus dem Amt ließ er sich als Rechtsanwalt in Berlin nieder. Nach dem Zweiten Weltkrieg übernahm Georg Lange wieder Aufgaben in der Kommunalpolitik; in Berlin ausgebombt wirkte er als Bürgermeister in Krausnick im Spreewald. Ab 27. Mai 1946 war er Bezirksstadtrat in Berlin-Wilmersdorf und von 1955 bis 1959 Mitglied der Bezirksverordnetenversammlung von Wilmersdorf. In Würdigung seiner Leistungen wurde er am 18. August 1958 zum Stadtältesten von Berlin (Nr. 154) ernannt.
Sein befindet sich auf dem landeseigenen Friedhof Schmargendorf, Misdroyer Straße 51–53 (Grab Nr. Abt. H, 59a/b). Es ist seit 1978 als Ehrengrab der Stadt Berlin gewidmet.